# Чачкін Андрій Валерійович
Андрій Валерійович Чачкін (нар. 30 червня 1971) — український футболіст, який грав на позиції нападника. Відомий за виступами у низці українських клубів різних ліг, у тому числі за виступами за луцьку «Волинь» у вищій лізі чемпіонату України.

## Клубна кар'єра
Андрій Чачкін розпочав свою футбольну кар'єру у першості Львівської області у складі аматорського клубу «Карпати» із Кам'янки-Бузької. Із початку сезону 1993—1994 на молодого футболіста звернули увагу представники професійної команди — «Дністер» із Заліщиків, яка виступала на той час у другій українській лізі. Проте вже після кількох зіграних матчів молодий футболіст зацікавив клуб вищої української ліги «Волинь» з Луцька, у якому Чачкін дебютував у листопаді 1993 року. Проте футболіст зіграв лише 2 матчі в чемпіонаті та 1 матч у кубку України, після чого покинув клуб. Наступний сезон футболіст провів у складі аматорських клубів «Цементник» з Миколаєва та «Зоря» з Хоросткова. 1995 року футболіст грав у команді першої ліги ФК «Львів», пізніше повернувся до складу хоростківської «Зорі», був кращим бомбардиром групового турніру аматорської першості України. Пізніше Чачкін знову грав у складі кам'янкобузьких «Карпат» у першості області, грав також у складі футзальних клубів зі Львова «Локомотив» та «Левада». Закінчив виступи на футбольних полях Андрій Чачкін виступами у чемпіонаті львівської області за команду «Карпати» з Турки у 2004 році.